# Шелеховы
Шелеховы — дворянский род.
- Григорий Иванович Шелихов (1747—1795) — сибирский промышленник, мореход, купец, основатель Северо-Восточной компании (Российско-американская компания). 10.11.1797 года Всемилостивейше пожаловано было дворянское достоинство «Наталье Шелеховой, вдове того знаменитого Григория Ивановича Шелехова, который быв прежде Рыльским гражданином, прославился подвигами своими в Северной Америке, и рождённым от них детям». Грамота о дворянстве Шелеховых Высочайше утверждена в 24.04.1801 года.
- Василий Григорьевич Шелехов, из студентов Дерптского университета, в военную службу вступил в 1810 году 19 июля в Изюмский Гусарский полк за рядового. Первый офицерский чин получил 28 февраля 1811 года. Участвовал в Отечественной войне 1812-15 г. г. Женат, имел детей: сына Сергея и дочерей Екатерину и Настасью. Умер 20 декабря 1834 года, состоя на службе.

В Александро-Невской Лавре на Лазаревском кладбище (Некрополь XVIII века) похоронены дочери Григория Ивановича Шелихова:
- Александра Григорьевна Политковская (1788—1816), жена Г. Г. Политковского, сенатора, литератора, члена «Беседы любителей русского слова».
- Анна Григорьевна Резанова (1780—1802), жена Н. П. Резанова, обер-прокурора Сената, путешественника, уполномоченного Российско-Американской компании.

Другие представителя рода Шелеховых:
- Дмитрий Алексеевич Шелехов (1770—1838), композитор, капельмейстер Императорских театров
- Дмитрий Потапович Шелехов (1792—1854), полковник, автор сельскохозяйственных сочинений
- Иван Иванович Шелехов (1790—1855), действительный статский советник, издатель «Журнала для сердца и ума», директор 2-го департамента Государственных имуществ

## Описание герба
В щите имеющем голубое поле изображены два серебряных креста, один вверху, а другой внизу, а между ними в середине щита находится серебряная полоса.
Щит увенчан обыкновенным дворянским шлемом, с дворянскою на нём короною и тремя страусовыми перьями. Намёт на щите голубой подложенный серебром. По сторонам поставлены два Американца держащие в руках с правой стороны Меркурьев жезл, а с левой якорь. Под щитом девиз: «Верою и усердием». Герб рода Шелеховых внесен в Часть 4 Общего гербовника дворянских родов Всероссийской империи, стр. 143.